# حمیدرضا عزیزی فارسانی
حمیدرضا عزیزی فارسانی نمایندهٔ دورهٔ نهم  و  دوازدهم  مجلس شورای اسلامی از حوزهٔ انتخابیهٔ اردل، فارسان، کیار و کوهرنگ در استان چهارمحال و بختیاری است.

## نمایندگان استان چهارمحال وبختیاری در دوره نهم مجلس
حمیدرضا عزیزی فارسانی، امیرعباس سلطانی از حوزه انتخابیه بروجن، مجید جلیل سرقلعه از حوزه انتخابیه لردگان و سعید زمانیان از حوزه انتخابیه شهرکرد در نهمین دوره انتخابات مجلس شورای اسلامی از حوزه انتخابیه استان چهارمحال و بختیاری وارد بهارستان شد.
استان چهارمحال و بختیاری دارای چهار نماینده در مجلس شورای اسلامی است.